# 细心号巡洋舰 (1904年)
陛下之舰“细心”号（英語：HMS Attentive）是20世纪头十年为皇家海军建造的两艘冒险级侦察巡洋舰之一。该舰于1905年完工，在1907年被编入英国本土舰队之前一直处于预备役状态。接下来的七年里，该舰在英国海域现役舰队中的服役时断时续。这期间该舰在一系列碰撞事故中撞沉了一艘驱逐舰，同时令另外两艘损坏。1914年第一次世界大战开始时，该舰被分配加入海岸防御工事，战争的大部分时间被分配到多佛尔巡逻队。在1918年初的泽布吕赫突袭中，该舰担任辅助角色，随后被指派为护送舰队一员前往直布罗陀执勤。当年晚些时候，这艘军舰又被派往白海，以支援对俄国内战的干预。该舰最终在1918年底退役并在1920年被当作废品出售。

## 设计和描述
冒险级巡洋舰是英国海军部订购的四种侦察巡洋舰之一。这些舰只原本是为了与驱逐舰舰队合作，领导舰队进行鱼雷攻击，并在舰队受到其他驱逐舰攻击时发动支援。然而随着第一次世界大战前各国驱逐舰航速的提高，这类舰只很快就变得不那么有用了。本舰级舰只的垂间长度为374英尺（114.0），舷宽为38英尺3英寸（11.7），吃水深度为12英尺5英寸（3.8）。常规载荷下这些舰只的单舰排水量为2,670長噸（2,713公噸），在深载荷下排水量为2,893長噸（2,939公噸）。舰上标配的船员包括289名军官和水手。
本舰由两台三缸三胀蒸汽机提供动力，每台蒸汽机驱动一具桨轴，使用的蒸汽由十几台亚罗锅炉提供。这些引擎的设计输出功率为16,000匹指示馬力（12,000千瓦特），最高时速可达25節（46每小時；29英里每小時）。在海上试验中，该舰的速度达到了25.9節（48.0每小時；29.8英里每小時），并以16,212匹指示馬力（12,089千瓦特）续航了8个小时。冒险级巡洋舰携带的煤炭足够以10節（19每小時；12英里每小時）航行2,370海里（4,390；2,730英里）。
冒险级的主要装备包括10门12磅18𠵆速射火炮。前甲板和后甲板上分别并排安装三门炮，其余四门炮放置在船舷的中部。此外还装备了8门3磅47 mm（1.9英寸）霍奇基斯炮和两具水上18英寸（460）鱼雷管，每侧各一具。舰身的防护甲板装甲厚度在0.75至2英寸（19至51）之间，指挥塔的装甲厚度为3英寸（76）。

## 建造和服役
“细心”号由阿姆斯特朗惠特沃斯于1904年1月8日，在埃尔斯维克造船厂以船厂编号748号之名铺设龙骨，并于11月22日下水。1905年10月完工后，该舰被加装了两门12磅炮并编入预备役。不久之后，舰上的3磅炮被换装为六门6磅霍奇基斯速射炮。1907年3月，该舰被编入英国本土舰队诺尔基地旗下。1907年8月7日（另有消息来源称事件发生在8月6日），该舰与驱逐舰“鹌鹑”号相撞，严重损坏了“鹌鹑号”的舰首。第二年，即1908年4月27日，“细心”号在与东印度驱逐舰支队进行夜间实弹射击演习期间发生了一系列事故。期间，本舰不小心撞沉了驱逐舰“加拉河”号，造成一名船员死亡。倒霉的“细心”号随后又与驱逐舰“里布尔河”号相撞，并将后者的船体撞破。
经过修理，本舰于1909年7月重新在查塔姆群岛服役，并成为第三驱逐舰支队的指挥舰，之后又在1910年加入第二驱逐舰支队。大约在1911至1912年间，舰上的主炮被9门4英寸（102）炮所取代，两舷安放4门，其余的则被安装在后甲板上。1912年8月本舰在德文波特皇家造船厂进行改装后，于翌年被派往第三轻巡洋舰中队参加年度演习，随后被调往朴茨茅斯指挥第九驱逐舰支队。该年晚些时候，本舰加入了在多佛尔的第六驱逐舰支队。在1914年的卡勒事件中，该舰与英国皇家海军“探路者”号一起被部署到爱尔兰。时任英国第一海军大臣温斯顿·丘吉尔威胁说，如果阿尔斯特志愿军敢反抗英国武装部队，他将“用足够的火力摧毁贝尔法斯特”。
第一次世界大战的大部分时间“细心”号都在多佛尔巡逻。1915年9月7日，该舰成为空中力量最早期的受害者之一。在支援英国海军轰炸德国在奥斯坦德的阵地时，“细心”号遭到轰炸，造成舰上8人伤亡。空袭迫使舰队暂时解散，然后返回进行轰炸。在1918年4月25日的泽布吕赫突袭中，“细心”号负责援护突袭部队，并在堵塞用巡洋舰“天狼星”号被引爆炸药后接回了部分突袭队员。当年晚些时候，该舰开始护送护航船队前往直布罗陀。此后该舰又在俄罗斯北部的摩尔曼斯克呆了几个月以支援英国陆军军队介入俄罗斯内战。1918年12月，一战结束后“细心”号退役并于1920年4月被当作废品出售。

## 脚注

### 引用
1. ↑  陈悦（2012年），第343页
2. 1 2 3  何卫宁（2013年），第38页
3. ↑  章骞（2013年），第573页
4. ↑  于百九（2022年），第85页
5. ↑  何中夏（2021年），第553页
6. ↑  Friedman（2009年），第99–101, 294页
7. 1 2 3  Chesneau & Kolesnik（1979年），第84页
8. ↑  McBride（1994年），第277页
9. ↑  Friedman（2009年），第294页
10. ↑  Friedman（2011年），第112页
11. ↑  . www.tynebuiltships.co.uk.   [25 May 2019]. （原始内容存档于2023-06-05）.
12. ↑  刘杨（2014年），第53页
13. 1 2 3  Gardiner & Gray（1985年），第17页
14. ↑   (PDF). Warship Histories, vol III. 国家航海博物馆.   [2013-08-16]. （原始内容 (PDF)存档于2012-06-12） （英语）.
15. ↑  Lyon（2001年），第100页
16. 1 2  Larn（1908年），第170页
17. ↑  刘杨（2014年），第89页
18. ↑  McBride（1994年），第274页
19. ↑  何卫宁（2013年），第37页
20. ↑  聂咏华（2019年），第278页
21. ↑  何卫宁（2013年），第37-38页
22. ↑  Morris（1987年），第112页
23. ↑  Bacon（1919年），第86页
24. ↑  McGreal（2007年），第108页
25. ↑  Friedman（2009年），第301页